# Yngve Karlsen
Yngve Karlsen (Sandefjord, 28 febbraio 1930 – 5 ottobre 2010) è stato un calciatore norvegese, di ruolo difensore.

## Carriera

### Club
Karlsen vestì la maglia del Sandefjord.

### Nazionale
Conta 4 presenze per la Norvegia. Esordì il 19 maggio 1953, nel pareggio per 1-1 contro l'Inghilterra.